# Horischni Plawni

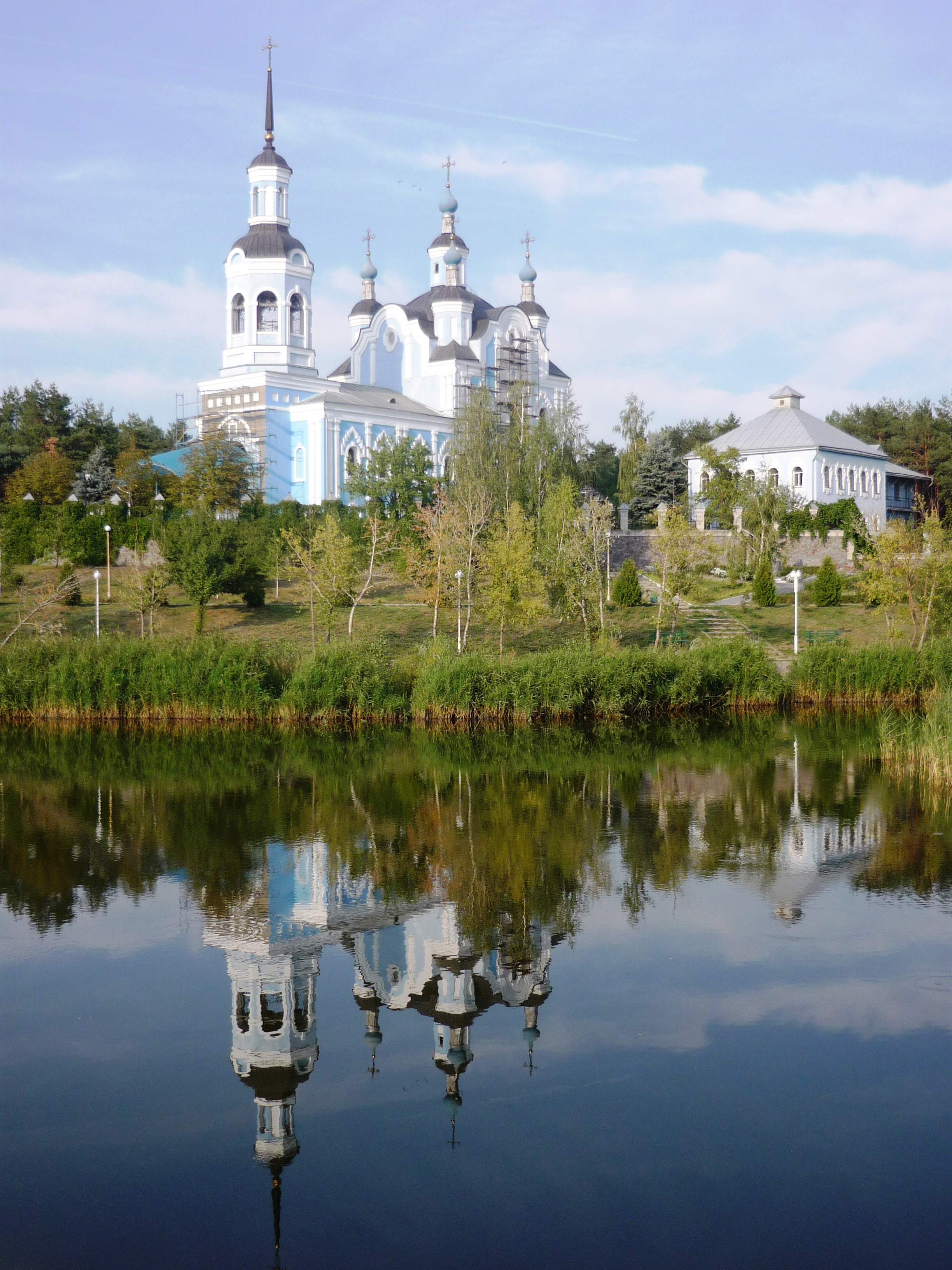
Kirche im Ort

Horischni Plawni (ukrainisch Горішні Плавні; russisch Горишние Плавни Gorischnije Plawni) ist eine unter Oblastverwaltung stehende Stadt in der zentralukrainischen Oblast Poltawa. Die Stadt ist mit 52.000 Einwohnern die drittgrößte Stadt der Oblast. Sie liegt am nördlichen Ufer des zum Kamjansker Stausee aufgestauten Dnepr östlich der Mündung des Flusses Psel und 100 km südwestlich vom Oblastzentrum Poltawa.

## Geschichte
Die Ortschaft wurde am 29. Januar 1960 gegründet und nach der sowjetischen Jugendorganisation Komsomol Komsomolsk (ukrainisch Комсомольськ) benannt. Sie wuchs insbesondere ab den 1970er Jahren stark an, da in der Umgebung der Stadt mit dem Abbau von Eisenerzvorkommen begonnen wurde. Von 14.555 Einwohnern im Jahr 1970 stieg die Bevölkerungszahl zu Sowjetzeiten über 37.909 (1979) auf 51.645 Einwohner (1989) an. Am 24. April 1972 erhielt Komsomolsk den Status einer eigenständigen Stadt, am 6. April 1977 wurde sie aus dem Gebiet des sie umschließenden Rajons Krementschuk herausgelöst und direkt der Oblastverwaltung unterstellt. Auch in der Transformationskrise wuchs die Einwohnerzahl weiter an. Innerhalb der Oblast Poltawa ist Komsomolsk die Stadt mit dem höchsten Anteil an ethnischen Russen (2001: 19,6 %). Ukrainer machen 78,4 % der Bevölkerung aus. Bei der Präsidentenwahl 2004 stimmte die Bevölkerung entgegen dem allgemeinen Trend in der Oblast Poltawa mehrheitlich für Wiktor Janukowytsch. Am 19. Mai 2016 wurde der Ort im Zuge der Dekommunisierung in der Ukraine in Horischni Plawni umbenannt, das zum Stadtgebiet gehörige Dorf Kolhospna Hora (Колгоспна Гора) bereits am 12. Mai 2016 in Hora.
Quellen:
1970: 
1979: 
1989–2016: 

## Wirtschaft und Verkehr
Der wirtschaftliche Schwerpunkt liegt auf dem Eisenerzabbau, der mehr als 90 % der industriellen Produktion ausmacht. Die Stadt verfügt über einen Flusshafen und ist über eine Eisenbahnstichstrecke mit der Eisenbahnstrecke Krementschuk–Poltawa verbunden. Die Stadt liegt abseits von größeren Durchgangsstraßen. Über die Territorialstraße T–17–1 besteht eine direkte Straßenverbindung zum etwa 15 km westlich gelegenen Krementschuk.

## Verwaltungsgliederung
Am 16. April 2019 wurde die Stadt zum Zentrum der neugegründeten Stadtgemeinde Horischni Plawni (Горішньоплавнівська міська громада/Horischnjoplawniwska miska hromada). Zu dieser zählten auch die 5 Dörfer Karpiwka, Keleberda, Machniwka, Petraschiwka und Saliwka, bis dahin bildete sie zusammen mit den Dörfern Basaluky, Dmytriwka, Hora, Kusmenky, Kyjaschky  und Solonzi die gleichnamige Stadtratsgemeinde Horischni Plawni (Горішньоплавнівська міська рада/Horischnjoplawniwska miska rada) unter Oblastverwaltung im Südosten des ihn umgebenden Rajons Krementschuk. Das Dorf Woloschyne (Волошине) wurde 2011 aufgelöst, bereits 2001 wurde das Dorf Kyrylenky (Кириленки) aufgelöst.
Am 12. Juni 2020 kamen noch die 9 Dörfer Basaluky, Dmytriwka, Hora, Hryhoro-Bryhadyriwka, Kusmenky, Kyjaschky, Motryne, Solonzi und Soloschyne zum Gemeindegebiet.
Am 17. Juli 2020 kam es im Zuge einer großen Rajonsreform zum Anschluss des Rajonsgebietes an den Rajon Krementschuk.
Folgende Orte sind neben dem Hauptort Horischni Plawni Teil der Gemeinde:
| Name                           | Name                  | Name                                          |
| ukrainisch transkribiert       | ukrainisch            | russisch                                      |
| ------------------------------ | --------------------- | --------------------------------------------- |
| Basaluky                       | Базалуки              | Базалуки (Basaluki)                           |
| Dmytriwka                      | Дмитрівка             | Дмитровка (Dmitrowka)                         |
| Hora (bis 2016 Kolhospna Hora) | Гора (Колгоспна Гора) | Гора (Gora)/Колхозная Гора (Kolchosnaja Gora) |
| Hryhoro-Bryhadyriwka           | Григоро-Бригадирівка  | Григоро-Бригадировка (Grigoro-Brigadirowka)   |
| Karpiwka                       | Карпівка              | Карповка (Karpowka)                           |
| Keleberda                      | Келеберда             | Келеберда (Keleberda)                         |
| Kusmenky                       | Кузьменки             | Кузьменки (Kusmenki)                          |
| Kyjaschky                      | Кияшки                | Кияшки (Kijaschki)                            |
| Machniwka                      | Махнівка              | Махновка (Machnowka)                          |
| Motryne                        | Мотрине               | Мотрино (Motrino)                             |
| Petraschiwka                   | Петрашівка            | Петрашовка (Petraschowka)                     |
| Saliwka                        | Салівка               | Саловка (Salowka)                             |
| Solonzi                        | Солонці               | Солонцы (Solonzy)                             |
| Soloschyne                     | Солошине              | Солошино (Soloschino)                         |